# Koninklijke Vereniging van Joodse Weldadigheid
Koninklijke Vereniging van Joodse Weldadigheid De Centrale, formeel bekend als de Algemene Administratie voor Joodse Weldadigheid (vanaf 1952 Centraal Beheer voor Joodse Weldadigheid en Sociaal Hulpbetoon), is een invloedrijke Joodse welzijnsorganisatie die in 1920 in Antwerpen werd opgericht. De stichting was een initiatief van Nico Gunzburg, Maurice Tolkowsky en Joseph De Lange.

## Geschiedenis
Na de ontwrichting van de Eerste Wereldoorlog was het primaire doel van De Centrale het herstellen en stimuleren van Joodse liefdadigheid en het coördineren van de activiteiten van diverse Joodse organisaties in Antwerpen. Hierbij werd een strikte politieke en religieuze neutraliteit nagestreefd. De unieke vorm van centralisatie, waarbij aangesloten organisaties lidgeld stortten en subsidies ontvingen terwijl ze hun autonomie behielden, was destijds vrij ongebruikelijk in vergelijking met buurlanden. Het bestuur van de koepelvereniging werd democratisch verkozen door de leden.
Bij de oprichting in 1920 waren zeven organisaties aangesloten:
- Bikur Cholim (opgericht in 1906)
- De Israëlitische Hulpkas (opgericht in 1891)
- De Israëlitische Leenkas (opgericht in 1919)
- Ezra (opgericht in 1903)
- Hachnosas Orchim
- Charitas
- Arbeitsheim

Door de jaren heen sloten zich, mede door de toenemende noden van de Joodse gemeenschap en de toestroom van migranten, tal van nieuwe organisaties aan. Voorbeelden hiervan zijn het Edouard Kirschenfonds (1925), het Israëlitisch Kledingswerk (Vestiaire Israélite) (1907), de Centrale Keuken (1922), het Joods Weeshuis (1922), het Openluchtwerk (Oeuvre du Grand Air) met de oprichting van Villa Altol in 1923, de Foyer, het Ouderlingengesticht Maurice en Mathilde Finkelstein (1931), het Verbond van Poolse Joden (1931) en het Verbond voor Economisch Verweer Antwerpen (VEVA). Naast het overkoepelen van bestaande initiatieven, ontwikkelde De Centrale ook zelf nieuwe hulpprogramma's.

### Voor de Tweede Wereldoorlog
Tot 1940 lag de nadruk van De Centrale vooral op de ondersteuning van behoeftige Joodse emigranten en vluchtelingen. Vanaf 1933 speelde de organisatie een cruciale rol in de opvang van de duizenden Joden die nazi-Duitsland en Oostenrijk ontvluchtten, vaak in samenwerking met het Comité ter Verdediging der Rechten der Joden.
Een constante uitdaging in de geschiedenis van De Centrale was de financiering. De organisatie was sterk afhankelijk van filantropie, schenkingen en ledengelden. De bekende 'busjes' in Joodse winkels waren een belangrijke aanvullende bron van inkomsten. De economische crisis van de jaren 30, gecombineerd met de toename van het aantal vluchtelingen, leidde echter tot financiële moeilijkheden. Voor de Tweede Wereldoorlog ontving De Centrale dan ook aanzienlijke steun van internationale organisaties, waaronder de American Jewish Joint Distribution Committee (Joint) en HICEM.

### Tijdens en na de Tweede Wereldoorlog
Tijdens de Duitse bezetting werd De Centrale niet officieel ontbonden en zette de organisatie, zij het gedwongen clandestien na de razzia's van 1942, haar hulpverlening voort.
Na de bevrijding in 1944 nam het Comité voor de Verdediging van de Joodse Belangen (CVJB), de nieuwe naam van het verzetsorganisatie Joods Verdedigingscomité (JVC), het voortouw om de taken van de vooroorlogse Centrale verder te zetten. De CVJB functioneerde als de lokale Antwerpse afdeling binnen de Aide aux Israélites Victimes de la Guerre (AIVG), die in Brussel gevestigd was en door de Joint werd erkend als de overkoepelende Joodse hulporganisatie.
Al snel voerde de Antwerpse afdeling, die vanaf 1945 bekend stond als Hulp aan Israëlieten Slachtoffers van de Oorlog (HISO), een meer onafhankelijke koers, mede uit onvrede met de invloed van communistische verzetslieden binnen de AIVG. Naast de AIVG (waarvan 95% van het budget afkomstig was van de Joint), verkreeg HISO ook fondsen van het Belgian Jewish Representative Committee en het Belgian Jewish Committee, organisaties in respectievelijk New York en Londen, waar veel van de vooroorlogse bestuursleden van De Centrale verbleven.
HISO, aanvankelijk bedoeld als tijdelijke structuur, bleef actief tot 1952. In dat jaar werd de naam gewijzigd in Centraal Beheer voor Joodse Weldadigheid en Sociaal Hulpbetoon.
De naoorlogse werking van De Centrale was al snel weer vergelijkbaar met die van voor de oorlog. De organisatie speelde een cruciale rol bij de eerste opvang van teruggekeerde kampoverlevenden en displaced persons, en bij de moeizame wederopbouw van de Joodse gemeenschappen in Antwerpen. HISO/De Centrale bood niet alleen essentiële hulp, maar verschafte ook informatie over schadevergoedingsprocedures (zoals de United Restitution Organisation, Belgische statuten voor oorlogsslachtoffers en Duitse herstelbetalingen). Daarnaast heropende ze de kinderkolonie (Villa Altol) en ondersteunde ze de ORT. Economische zelfstandigheid werd bevorderd via de Joodse Coöperatieve Leenkas en de 'kleine leenkas' van de Dienst Wederopbouw van De Centrale. In deze periode kon De Centrale ook financiële steun verzekeren van onder andere de Conference on Jewish Material Claims Against Germany en overheidsdiensten zoals de Commissie voor Openbare Onderstand (nu OCMW) en het Nationaal Werk voor Kinderwelzijn.